# André Merelle
Pour les articles homonymes, voir Mérelle.
André Merelle est un footballeur et entraîneur français né le 26 novembre 1944 à Cormenon (Loir-et-Cher).

## Biographie
André Merelle est arrière latéral gauche au Red Star, FC Rouen et aux Girondins de Bordeaux.
Il embrasse ensuite une carrière de technicien du football : il commence à assurer l'intérim au Red Star, comme entraîneur-joueur, puis comme entraîneur. Après avoir raccroché les crampons en 1975, il rejoint le Sport Corpo et devient entraîneur-joueur dans l'équipe de la Régie Renault à Billancourt, le Billancourt Athlétic Club (BAC). 
À partir de 1981, il est formateur à l'institut national du football à Vichy. L'institut déménage à Clairefontaine en 1988. À partir de 1990, il fait de la préformation de jeunes footballeurs qui sont ensuite intégrés dans les centres de formation des clubs professionnels. Ainsi des joueurs comme Nicolas Anelka, Philippe Christanval ou encore Thierry Henry ont été à l'écoute du formateur. 
André Merelle a été directeur de l'INF Clairefontaine de 1998 jusqu'à octobre 2010.

## Palmarès
- International B
- Vice-champion de France D2 en 1974 avec le Red Star FC